# 国際アニメーション学会
国際アニメーション学会（こくさいアニメーションがっかい、英語: Society for Animation Studies 、略称：SAS）は1987年設立のアニメーションの学会。

## 概要
国際アニメーション学会は、1987年に Harvey Deneroff によって設立され、現代表(President)は Chris Pallant カンタベリー・クライスト・チャーチ大学教授。
1989年以降は年次会合(Annual Conference)を開催している。またアニメーションの学術研究に対する賞として以下の賞の授与を行っている。
- ノーマン・マクラレン / イヴリン・ランバート賞 - アニメーション最優秀学術書籍 (Norman McLaren/Evelyn Lambart Award-Best Scholarly Book in Animation)
- ノーマン・マクラレン / イヴリン・ランバート賞 - アニメーション最優秀学術記事 (Norman McLaren/Evelyn Lambart Award-Best Scholarly Article in Animation)
- モーリーンファーニス賞 - アニメーションメディア最優秀学生論文(Maureen Furniss Award for Best Student Paper on Animated Media)